# 8883 Mijazakihajao
A 8883 Mijazakihajao (ideiglenes jelöléssel 1994 BS4) a Naprendszer kisbolygóövében található aszteroida. Kobajasi T. fedezte fel 1994. január 16-án.